# Mikael Wahlberg
Mikael Wahlberg, född 28 december 1976 i Uppsala, är en svensk före detta ishockeyspelare. Wahlberg var forward i elitserielaget Malmö Redhawks, där han spelade sedan säsongen 2000/2001. Han har tidigare spelat i Almtuna IS och Södertälje SK.